# Базелски университет
Базелският университет (на немски: Universität Basel; на латински: Universitas Basiliensis) е обществен университет, разположен в Базел, Швейцария.

## История
Основан е на 4 април 1460 г., това е най-старият швейцарски университет.
Сред личностите, свързани с университета през вековете, са Еразъм Ротердамски, Парацелз, Даниел Бернули, Якоб Буркхарт, Леонард Ойлер, Фридрих Ницше, Карл Густав Юнг и Карл Барт.

## Рейтинги
През 2012 г. QS World University Rankings поставя университета на 121-во място в света, а две години преди това руската класация Global University Ranking го поставя на 96–98-о място в света. През 2012 г. ARWU поставя университета на 85-о място в света. През 2014 г. Националната класация на Швейцария го поставя на 5-о място, веднага след Цюрихския университет.

## Галерия
- Старата централна университетска библиотека
- Централна университетска библиотека
- Теологически семинар
- Институт по етнология
- Бернулианум
- Юридически факултет
- Университетска ботаническа градина
- Институт за медицинска микробиология
- Център по биология и фармация
- Университетска болница

## Известни възпитаници
- Якоб Бернули (1655 – 1705), математик
- Леонард Ойлер (1707 – 1783), математик и физик
- Емил Абдерхалден (1877 – 1950), швейцарски биохимик и физиолог
- Карл Густав Юнг (1875 – 1961), швейцарски психиатър, основател на Аналитичната психология
- Михаел Ландман (1913 – 1984), швейцарски философ
- Пол ван Бюрен (1924 – 1998), американски християнски теолог
- Пол Ердман (1932 – 2007), американски финансов анализатор